# Haley Barbour
Haley Reeves Barbour, född 22 oktober 1947 i Yazoo City, Mississippi, är en amerikansk republikansk politiker. Han var guvernör i Mississippi 2004–2012.
Han är född och uppvuxen i Yazoo City som yngst av tre söner. Fadern dog när Haley var två år gammal.
Barbour deltog i Richard Nixons presidentkampanj 1968. Han avlade 1973 juristexamen vid University of Mississippi och förlorade mot John C. Stennis i senatsvalet 1982.
Barbour är en känd lobbyist; hans firma Barbour Griffith & Rogers har utövat stort inflytande i Washington, D.C. De har kunder inom tobaksindustrin. Barbour var ordförande för Republican National Committee 1993-1997. Under hans tid som ordförande fick republikanerna makten såväl i senaten som i representanthuset i mellanårsvalet i USA 1994.